# 포물선

임의의 포물선에 대하여 그 포물선 위의 점에서 그 포물선의 초점과 그 포물선의 준선에 이르는 거리는 같다. 위의 그림에서 이 성립한다.

포물선(抛物線, 문화어: 팔매선, 영어: parabola)은 이차 곡선의 일종으로, 평면상의 한 직선과 하나의 정점에 이르는 거리가 같은 점들의 집합(자취)이다. 이 때 직선을 준선, 정점을 초점이라고 한다. 그리고 어떤 포물선에 대하여 그 포물선의 준선에 수직이고 그 포물선의 초점을 지나는 직선을 그 포물선의 축이라고 하는데 그 포물선의 축은 그 포물선을 대칭시키는 유일한 직선이다. 또 어떤 포물선에 대하여 그 포물선과 그 포물선의 축의 교점을 그 포물선의 꼭짓점이라고 하는데 그 포물선의 꼭짓점은 그 포물선의 초점과 가장 가까운 그 포물선 위의 유일한 점이다. 다시 말해 어떤 포물선에 대하여 그 포물선의 초점을 중심으로 하고 그 포물선의 초점과 그 포물선의 꼭짓점을 양끝점으로 하는 선분을 반지름으로 하는 원과 그 포물선의 교점은 그 포물선의 꼭짓점으로 유일하다.

## 좌표평면에서의 포물선

포물선 위의 한 점에서 초점 또는 준선과의 거리

초점의 좌표가 {\displaystyle (a,0)}이고 준선의 방정식이 {\displaystyle x=-a}인 포물선의 방정식은 {\displaystyle y^{2}=4ax}이고 초점의 좌표가 {\displaystyle (0,a)}이고 준선의 방정식이 {\displaystyle y=-a}인 포물선의 방정식은 {\displaystyle x^{2}=4ay}이다.
이는 두 점 사이의 거리 공식을 이용하여 증명할 수 있다.
다음은 "초점의 좌표가 {\displaystyle (0,a)}이고 준선의 방정식이 {\displaystyle y=-a}인 포물선의 방정식은 {\displaystyle x^{2}=4ay}이다."라는 명제의 증명이다.
초점의 좌표가 {\displaystyle (0,a)}이고 준선의 방정식이 {\displaystyle y=-a}인 포물선 위의 점의 좌표를 {\displaystyle (x,y)}라고 하자.
그러면 두 점 사이의 거리 공식에 의하여 점 {\displaystyle (x,y)}에서 점 {\displaystyle (0,a)}, 직선 {\displaystyle y=-a}에 이르는 거리가 각각 {\displaystyle {\sqrt {x^{2}+(y-a)^{2}}}}, {\displaystyle \left\vert y+a\right\vert }이므로
포물선의 정의에 의하여 점 {\displaystyle (x,y)}의 자취의 방정식은 {\displaystyle {\sqrt {x^{2}+(y-a)^{2}}}=\left\vert y+a\right\vert }인데
{\displaystyle {\sqrt {x^{2}+(y-a)^{2}}}=\left\vert y+a\right\vert \Longleftrightarrow x^{2}+(y-a)^{2}=(y+a)^{2}}, {\displaystyle x^{2}+(y-a)^{2}=(y+a)^{2}\Longleftrightarrow x^{2}=4ay}이므로
점 {\displaystyle (x,y)}의 자취의 방정식은 {\displaystyle y={\frac {1}{4a}}x^{2}}이다. 따라서 초점의 좌표가 {\displaystyle (0,a)}이고 준선의 방정식이 {\displaystyle y=-a}인 포물선의 방정식은 {\displaystyle y={\frac {1}{4a}}x^{2}}이다.
"초점의 좌표가 {\displaystyle (a,0)}이고 준선의 방정식이 {\displaystyle x=-a}인 포물선의 방정식은 {\displaystyle y^{2}=4ax}이다."라는 명제도 위의 증명과 같은 방법으로 증명할 수 있다.
또 이를 통해 이차함수의 그래프는 준선이 x 또는 y축에 평행한 포물선을 그린다는 것을 알 수 있다.

## 역사

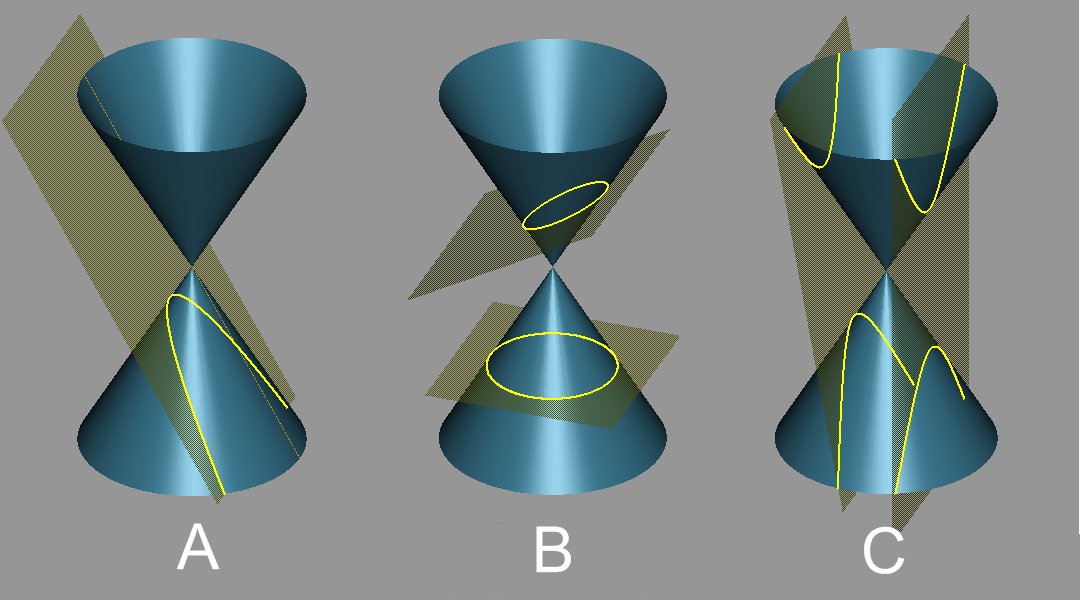
마주 보는 두 원뿔을 하나의 평면으로 자를 때 나타나는 자취가 원뿔 곡선이다. 제일 왼쪽의 A가 포물선이다.

원뿔 곡선의 엄밀한 정의는 메나이크모스에 의해 정립되었다. 메나이크모스는 정육면체의 부피를 두배로 늘리는 문제, 즉 {\displaystyle x^{3}=2}의 해를 구하는 과정에서 원뿔 곡선을 그림과 같이 마주보는 두 개의 원뿔을 하나의 평면으로 자를 때 나타나는 자취로 파악하였다.
원뿔 곡선의 수학적 특성을 집대성한 것은 페르게의 아폴로니오스로 그는 모두 8권의 《원뿔 곡선론》을 저술하였다. 이 가운데 일곱권이 오늘날까지 전해지는데 네 권은 그리스어로 세 권은 아랍어로 된 판본이 남아있다.
아르키메데스는 실진법을 이용하여 포물선과 직선으로 둘러싸인 도형의 넓이는 그에 내접하는 삼각형의 넓이의 4⁄3임을 증명하였다. 아르키메데스의 증명 과정을 간략히 소개하면,
1. 포물선을 가로지르는 직선을 한 변으로 하는 내접 삼각형을 그린다.
2. 위와 같이 하여 그린 내접 삼각형에 의해 포물선은 두 구간으로 분할되며 여기에 다시 같은 방법으로 내접 삼각형을 그릴 수 있다.
3. 이렇게 계속하여 내접 삼각형을 그려나가면 아래의 그림과 같이 포물선을 가로지르는 직선에 둘러싸인 도형은 무수히 많은 삼각형으로 분할된다.
4. 최초의 내접 삼각형 넓이를 1이라고 하면 전체 삼각형의 넓이는 다음의 공식에 의해 구할 수 있다.

{\displaystyle \sum _{n=0}^{\infty }4^{-n}=1+4^{-1}+4^{-2}+4^{-3}+\cdots ={4 \over 3}.\;}
이는 공비가 1⁄4인 기하급수를 구하는 것과 같다.

포물선과 직선으로 둘러싸인 도형의 넓이

17세기 이후 포물선은 다시 활발하게 응용되기 시작했는데, 고전역학의 등가속도운동의 계산이나 반사망원경과 같은 광학 도구의 제작에 필수적이기 때문이다. 1604년 경 갈릴레이는 탑 꼭대기에서 수평으로 발사된 물체가 단지 중력에 의해서만 영향을 받는 다면 포물선의 궤적을 그릴 것이란 것을 발견했다. 뉴턴은 포물선의 미분을 연구하다 포물선 회전체 모양의 거울에서는 모든 빛이 초점으로 모인다는 것을 증명하고 이를 바탕으로 반사망원경을 만들었다. 토목공학에서 흙댐의 침윤선을 작도할 때도 사용된다.

## 포물선의 방정식

준선이 x축에 평행하고 아래로 볼록한 일반적인 포물선

개요에서 나타낸 바와 같이 준선이 x축에 평행하고 꼭지점이 원점에 놓인 포물선의 초점을 F(0,p)라고 하면, 이 포물선의 방정식은
{\displaystyle y={\frac {1}{4p}}x^{2}} --- ⓐ
로 나타낼 수 있다. 이를 x축으로 h만큼, y축으로 k만큼 평행 이동하면
{\displaystyle y-k={\frac {(x-h)^{2}}{4p}}} --- ⓑ
가 된다.
이때 초점과 준선 역시 평행이동 되므로 초점은 {\displaystyle (h,k+p)}, 준선은 {\displaystyle y=k-p}가 된다.
위의 식 ⓑ를 풀어
{\displaystyle y={\frac {1}{4p}}x^{2}-{\frac {1}{2p}}mx+{\frac {1}{4p}}m^{2}+k}
의 꼴로 나타낼 때, {\displaystyle {\frac {1}{4p}}=a,-{\frac {1}{2p}}m=b,{\frac {1}{4p}}m^{2}+k=c}라고 하면, 포물선의 방정식은
{\displaystyle y=ax^{2}+bx+c} --- ⓒ
로 나타낼 수 있다.
준선이 y축에 평행하다면 식 ⓑ는 x와 y가 뒤바뀌어 {\displaystyle x-k={\frac {(y-h)^{2}}{4p}}} 꼴이 될 것이다.

## 접선의 방정식

포물선 위의 한 점에서 만나는 접선은 유일하다.

포물선 위의 한 점에서 만나는 접선의 기울기는 포물선의 방정식을 미분하여 구할 수 있다.
예를 들어 {\displaystyle y=x^{2}} 위의 한 점 {\displaystyle P(1,1)}와 만나는 접선의 기울기를 계산하면,
{\displaystyle {\frac {d}{dx}}x^{2}=2x}
이므로, {\displaystyle x=1} 일 때 기울기는 2가 된다. 따라서 이 직선의 방정식은 {\displaystyle y=2x+c}의 꼴임을 알 수 있다. 한편, 이 직선이 점 {\displaystyle P(1,1)}를 지나므로 c는 -1 이 된다. 따라서 {\displaystyle y=x^{2}} 위의 한 점 {\displaystyle P(1,1)}와 만나는 직선의 방정식은 {\displaystyle y=2x-1} 이 된다. 포물선 위의 한 점에서 만나는 접선은 유일하고, 역으로 특정한 기울기를 갖는 접선은 오직 포물선 위의 한 점에서만 만난다.

### 기울기가 주어졌을 경우
기울기가 {\displaystyle k\,}로 주어졌을 경우, 포물선의 접선의 방정식은 다음과 같이 구할 수 있다.
- {\displaystyle (y-n)^{2}=4p(x-m)} 일 때

{\displaystyle (y\,-n)=k(x-m)+{\frac {p}{k}}}
- {\displaystyle (x-m)^{2}=4p(y-n)} 일 때

{\displaystyle (y\,-n)=k(x\,-m)-k^{2}p}

### 접점이 주어졌을 경우
포물선 위의 점 {\displaystyle (x_{1},y_{1})}에서 접선을 그었을 경우, 포물선의 접선의 방정식은 다음과 같이 구할 수 있다.
- {\displaystyle (y-n)^{2}=4p(x-m)} 일 때

{\displaystyle (y_{1}-n\,)(y-n)=2p\left\{(x-m)+(x_{1}-m)\right\}}
- {\displaystyle (x-m)^{2}=4p(y-n)} 일 때

{\displaystyle (x_{1}-m\,)(x-m)=2p\left\{(y-n)+(y_{1}-n)\right\}}

## 포물선의 극방정식
극좌표계에서 포물선은 다음과 같이 정의된다.
{\displaystyle r={\ell  \over {1+cos\theta }}}

## 성질

### 원뿔곡선

원뿔곡선에서 포물선은 원뿔의 기울기와 나란한 경우에 해당한다.

포물선은 원뿔곡선의 하나이다. 원뿔곡선의 일반적인 방정식은
{\displaystyle Ax^{2}+Bxy+Cy^{2}+Dx+Ey+F=0}
으로 나타낼 수 있고, 위 식에서 {\displaystyle B^{2}=4AC}의 관계가 성립할 때 포물선이 된다. 원뿔곡선에서 포물선이 갖는 성질을 기하학적으로 살펴보면 그림과 같이 하나의 평면으로 원뿔을 중심각과 나란한 방향으로 절단할 때 포물선이 나타나게 된다.

### 포물선의 합동

포물선의 각 요소

어떤 포물선에 대하여 그 포물선의 준선에 평행하고 그 초점을 지나는 직선과 그 포물선의 두 교점을 양 끝점으로 하는 선분을 그 포물선의 통경이라고 한다. 일반적인 포물선의 방정식
{\displaystyle y-k={\frac {(x-h)^{2}}{4p}}}
에서 살펴 보면 통경의 양 끝 점의 x축 성분은 {\displaystyle y=p+k}로 놓아 구할 수 있다.
{\displaystyle p+k-k={\frac {(x-h)^{2}}{4p}}}
{\displaystyle 4p^{2}=(x-h)^{2}}
{\displaystyle x=h\pm 2p}
와 같이 되어 통경의 두 끝점 좌표는 {\displaystyle (h-2p,p+k),(h+2p,p+k)}가 되고, 선분의 길이는 {\displaystyle 4p} 임을 알 수 있다. 즉 통경의 길이는 언제나 꼭지점과 초점 사이의 거리의 4배이다. 이와 같이 통경의 길이는 각 포물선의 방정식 마다 유일하고 통경의 길이가 같다면 두 포물선은 합동이다.

### 반사성질

포물선의 반사성질

그림과 같이 포물선 위의 한 점 E에서 만나는 접선을 생각하면 포물선으로 들어오는 빛의 입사각과 접선에서 초점으로 나가는 반사각이 같음을 알 수 있다. 이와 같은 포물선의 성질은 여러 곳에서 응용되고 있다. 포물선을 회전하여 반사면을 만들면 빛과 같은 전자기파를 초점으로 모을 수도 있고, 반대로 초점에 광원을 놓으면 빛은 포물면에 반사된 뒤 곧게 나아간다. 이러한 반사 성질은 반사망원경이나 파라볼라 안테나, 손전등과 같은 것에 사용된다.

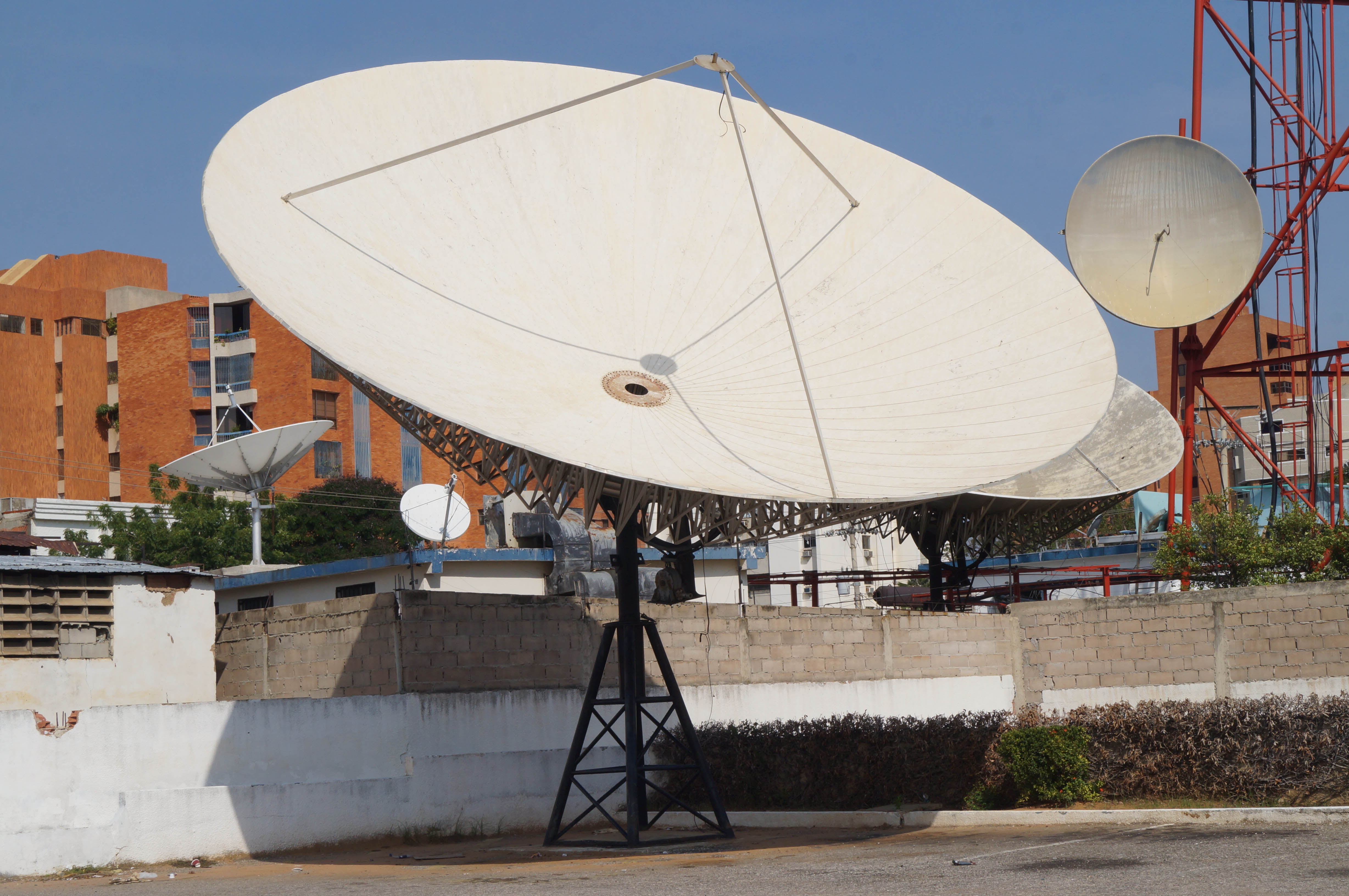
파라볼라 안테나
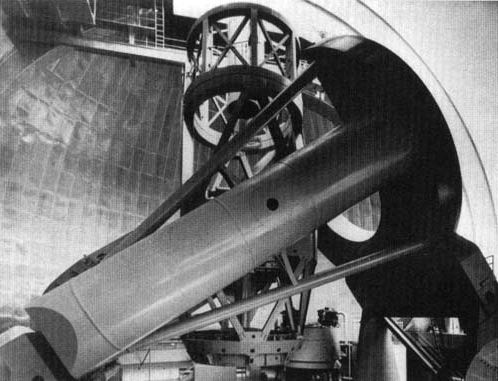
팔로마천문대의 헤일 반사망원경
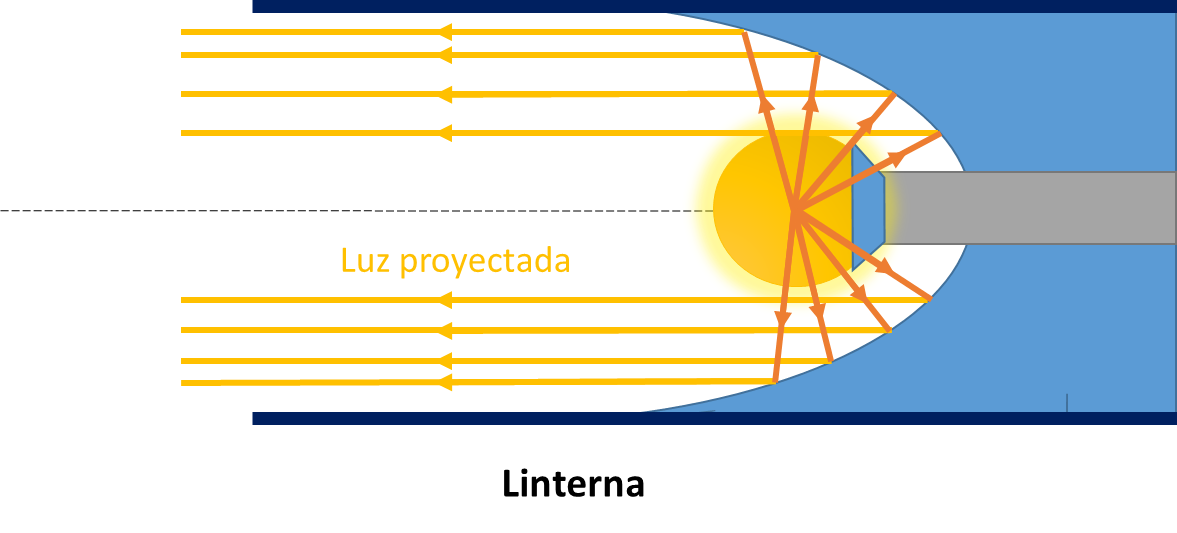
반사되어 나가는 손전등의 빛

## 같이 보기
- 돔 (건축)
- 이차 방정식
- 이차 함수

### 내용주
1. ↑  정육면체의 부피 문제는 고대 그리시 시대 기하학의 난제 가운데 하나였다. 이와 관련해서는 미노스의 묘비에 얽힌 전설, 아폴로의 제단에 얽힌 전설 등 다양한 이야기가 전해지고 있다. - Howard Eve, 이우영 신향균 역, 《수학사》, 경문사, ISBN 89-7282-298-1, 95-96쪽
2. ↑  메나이크모스의 해는 전하지 않는다. 11세기 페르시아의 수학자 오마르 하이얌이 포물선과 원을 이용하여 {\displaystyle x^{3}+ax=b} 꼴의 삼차방정식에 대한 양의 실수근을 작도하였다. - 스티븐 크란츠, 남호영 장영호 역, 《문제해결로 살펴본 수학사》, 경문사, ISBN 978-89-6105-603-8, 88-89쪽

### 참조주
1. ↑  토비아스 단치히, 심재관 역, 《과학의 언어 수》, 지식의숲, 2007년, ISBN 978-89-9176-244-2, 366쪽
2. ↑  Howard Eve, 이우영 신향균 역, 《수학사》, 경문사, ISBN 89-7282-298-1, 156-157 쪽
3. ↑  Stein, Sherman (2006). 《아르키메데스》. 번역 이우영. 경문사. 87쪽. ISBN 89-7282-926-9.
4. ↑  오가미 마사시, 임정 역, 《수학으로 풀어보는 물리의 법칙》, 이지북, 2005년, ISBN 978-89-5624-190-6, 137-138쪽
5. 1 2  George F. Simmons, 고석구 외 역, 《미적분학과 해석기하》, 경문사, ISBN 89-7282-435-6, 616쪽
6. ↑  스티브 크란츠, 남호영 장영호 역, 《문제해결로 살펴본 수학사》, 경문사, ISBN 978-89-6105-603-8, 612쪽
7. ↑  장병욱; 전우정; 송창섭; 유찬; 임성훈; 김용성 (2010). 《토질역학》. 구미서관. 109쪽. ISBN 978-89-8225-697-4.
8. 1 2  스티브 크란츠, 남호영 장영호 역, 《문제해결로 살펴본 수학사》, 경문사, ISBN 978-89-6105-603-8, 69쪽 - 이 책에서는 초점을 원점에 놓은 포물선을 평행이동 시켜 일반적인 관계식을 구한다. 그러나 그 결과는 본질적으로 같다.
9. ↑  고바야시 미치마사, 조윤동 역, 《문과 학생을 위한 미적분》, 아카데미, ISBN 978-89-7616-425-4, 85-92쪽
10. ↑  Methods to solve Ax^2 + Bxy + Cy^2 + Dx + Ey + F = 0
11. ↑  latus rectum
12. ↑  “Lesson 34: Are All Parabolas Congruent?” (PDF). 2016년 5월 9일에 원본 문서 (PDF)에서 보존된 문서. 2016년 4월 24일에 확인함.